# Poetry Foundation
The Poetry Foundation est une fondation américaine de Chicago, destinée à promouvoir la poésie dans la culture. Elle a été créée à partir de la revue Poetry qui continue à être publiée grâce à un don de 200 millions de dollars effectué en 2003 par la philanthrope américaine Ruth Lilly (en).
Le site de la fondation indique qu'« elle est attachée à une présence vigoureuse de la poésie dans la culture. Elle existe pour découvrir et célébrer la meilleure poésie et la faire connaître au plus grand nombre possible ». Pour contribuer à cet objectif, la Fondation gère un blog appelé Harriet. Parmi les poètes qui animent le blog Harriet figurent Ange Mlinko (en), Christian Bök, Stephen Burt et Rigoberto González (en). Par ailleurs, la fondation décerne des prix aux poètes et aux poésies. Elle organise également des séminaires, des conférences, des expositions et tient une bibliothèque spécialisée dans la poésie.

## Histoire
La Poetry Foundation succède à la Modern Poetry Association (précédente éditrice de la revue Poetry), qui existait depuis 1941. La revue, elle, a été créée en 1912 par Harriet Monroe. Monroe a été l'éditrice de la création jusqu'à sa mort en 1936. Aujourd'hui, la Poetry Foundation est l'une des plus grandes fondations littéraires du monde.

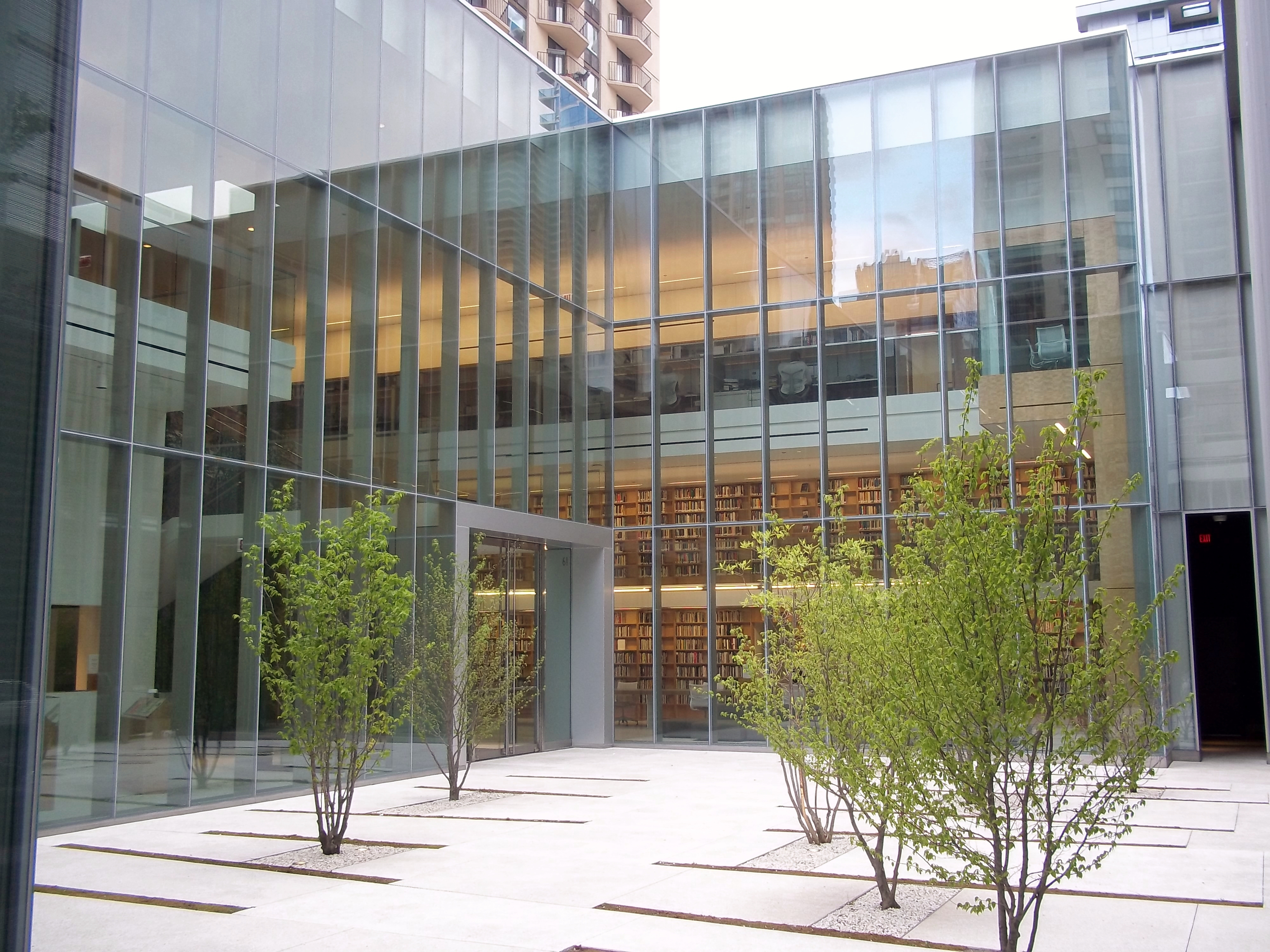
La bibliothèque de la Poetry Foundation.

En 2003, la revue Poetry reçoit un versement de 100 millions de dollars de la succession de Ruth Lilly (en) qui sera finalement de 200 millions lors de la liquidation de la succession. La somme s'ajoute aux sommes importantes déjà reçues.
Le magazine a appris en 2001 qu’il obtiendrait le legs. Avant d’annoncer ce don, le magazine a attendu un an et a reconfiguré son conseil de direction, qui s’occupait de la collecte de fonds. La fondation est créée et Joseph Parisi, rédacteur en chef du magazine depuis deux décennies, se porte volontaire pour diriger la nouvelle organisation. Christian Wiman, jeune critique et poète, lui succède à la rédaction en 2003. Parisi a démissionné de la fondation après quelques mois.
Le nouveau conseil a utilisé une agence de recrutement pour trouver John Barr, ancien dirigeant et poète publié, à la tête de la fondation. Robert Polito (en), le poète et critique renommé qui a créé et dirigé le programme d'enseignement d'écriture de la New School, succède à Barr de 2013 à 2015. En décembre 2015, Henry S. Bienen (en), président émérite de l'Université Northwestern est nommé président.

### Siège de laPoetry Foundation
Une partie de la donation de Lilly sert à la construction du Poetry Center dans le quartier de Near North Side à Chicago. Le centre est conçu par l'américain John Ronan (en) et ouvre en 2011. Le centre comprend une bibliothèque ouverte au public, des espaces de lecture, un service d'accueil des écoles et des groupes et fournit des bureaux et une rédaction à la Poetry Foundation et au magazine.

## Programmes

### Événements
La Poetry Foundation héberge un programme d'événements dont des lectures de poésie, des pièces de théâtre, des collaborations d'artistes et des expositions.

### Harriet Monroe Poetry Institute
Le Harriet Monroe Poetry Institute fournit un forum indépendant pour organiser des discussions sur la poésie. Les poètes, érudits, éducateurs et autres sont invités à partager leurs idées sur les besoins intellectuels et pratiques de la forme de la poésie et à proposer des solutions profitant à l’art.

### ConcoursPoetry Out Loud
Le concours de récitation Poetry Out Loud (en) est créé en 2006 par la Poetry Foundation et le National Endowment for the Arts pour accroître intérêt pour la poésie à travers la performance et la compétition. Il engage les lycéens dans la prise de parole en public et dans la littérature et l'exécution de la poésie. Le concours attribue un prix de 20 000 $ au gagnant de la première place, 10 000 $ pour la deuxième place et 5 000 $ pour la troisième place. Les écoles participantes reçoivent également des prix en espèces.

### Récompenses

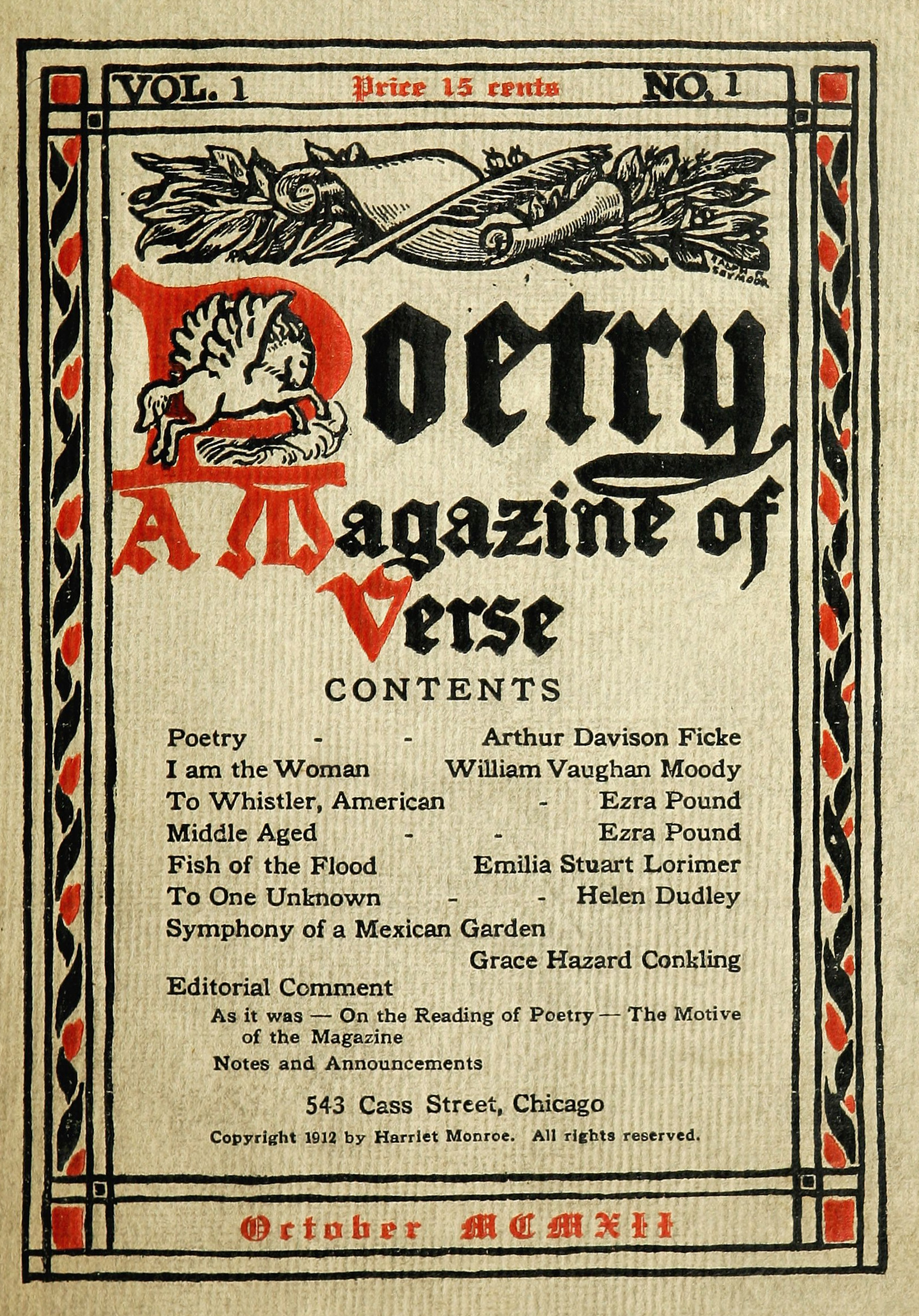
Couverture du premier numéro de Poetry en octobre 1912

Les prix de la Fondation visent à promouvoir et à reconnaître les poètes et la poésie. Les Pegasus Awards sont une série de récompenses destinées à des poètes et à des formes poétiques peu reconnus. Le cheval ailé Pégase a été utilisé pour illustrer les premières couvertures de magazines. Ils sont généralement donnés annuellement mais peuvent l'être moins souvent. Le titre de Young People's Poet est attribué pour deux ans à un auteur de poésie pour enfants. Le Ruth Lilly Prize est un prix annuel décerné à des poètes américains vivants. La bourse de poésie Ruth Lilly est attribuée à des poètes américains en herbe pour soutenir leurs études et leur écriture.

### Bibliothèque
La bibliothèque de 3 000 volumes présente une vaste sélection de poèmes modernes et contemporains en anglais ou en traduction. Il comprend des œuvres d'auteur originales et des volumes rares. Il comprend également des échantillons représentatifs d'époques antérieures et comprend une section pour enfants de 3 000 volumes. En plus de la salle de lecture, il y a des cabines d'écoute pour les enregistrements audio et les émissions de poète liés à la poésie et aux écrans interactifs.